# Brachysetodes extensus
Brachysetodes extensus is een schietmot uit de familie Leptoceridae. De soort komt voor in het Neotropisch gebied.